# Campionati del mondo di ciclocross 2022 - Gara maschile Elite
La gara maschile Elite dei Campionati del mondo di ciclocross 2022, settantatreesima edizione della prova, si svolse il 30 gennaio 2022 con partenza ed arrivo da Fayetteville, negli Stati Uniti, su un percorso iniziale di 100 mt più un circuito di 3,1 km da ripetere 9 volte per un totale di 28,0 km. La vittoria fu appannaggio del britannico Thomas Pidcock, il quale terminò la gara in 1h00'36", precedendo l'olandese Lars van der Haar e il belga Eli Iserbyt.
Partenza con 36 ciclisti, dei quali 35 portarono a termine la competizione.

## Squadre partecipanti
| N.    | Cod. | Squadra     |
| ----- | ---- | ----------- |
| 2-3   | NLD  | Paesi Bassi |
| 4-12  | BEL  | Belgio      |
| 13-14 | FRA  | Francia     |
| 15-16 | SUI  | Svizzera    |
| 21-22 | ESP  | Spagna      |
| 23    | SVK  | Slovacchia  |
| 24    | CZE  | Rep. Ceca   |

| N.    | Cod. | Squadra       |
| ----- | ---- | ------------- |
| 25-27 | GBR  | Gran Bretagna |
| 28-34 | USA  | Stati Uniti   |
| 38    | GER  | Germania      |
| 39    | ISR  | Israele       |
| 40    | CRC  | Costa Rica    |
| 41-44 | CAN  | Canada        |
| 45    | EST  | Estonia       |

## Ordine d'arrivo (Top 10)
| Pos. | Corridore              | Squadra     | Tempo    |
| ---- | ---------------------- | ----------- | -------- |
| 1    | Thomas Pidcock         | G. Bretagna | 1h00'36" |
| 2    | Lars van der Haar      | Paesi Bassi | a 30"    |
| 3    | Eli Iserbyt            | Belgio      | a 32"    |
| 4    | Michael Vanthourenhout | Belgio      | a 52"    |
| 5    | Clément Venturini      | Francia     | a 57"    |
| 6    | Toon Aerts             | Belgio      | a 1'02"  |
| 7    | Jens Adams             | Belgio      | a 1'06"  |
| 8    | Laurens Sweeck         | Belgio      | a 1'16"  |
| 9    | Kevin Kuhn             | Svizzera    | a 1'36"  |
| 10   | Daan Soete             | Belgio      | a 1'44"  |